# Liễn Sơn
Liễn Sơn là một xã thuộc huyện Lập Thạch, tỉnh Vĩnh Phúc, Việt Nam.
Xã có diện tích 10,35 km², dân số năm 2008 là 6.200 người, mật độ dân số đạt 599 người/km².